# Quản lý tài sản di động
Quản lý tài sản di động là quản lý tính khả dụng và khả năng phục vụ của các tài sản được sử dụng để di chuyển, lưu trữ, bảo mật, bảo vệ và kiểm soát hàng tồn kho trong doanh nghiệp và dọc theo chuỗi cung ứng hoặc kết hợp với cung cấp dịch vụ.
Tài sản di động là ví dụ của các lớp
- container có thể trả lại, có thể tái sử dụng được sử dụng để vận chuyển nguyên liệu thô, công việc đang thực hiện và hàng hóa thành phẩm thông qua chuỗi cung ứng.
- các công cụ và bộ máy quý giá được sử dụng trong các dịch vụ kỹ thuật và được yêu cầu để thực hiện đúng các dịch vụ đó với chứng nhận hoàn toàn hợp lệ
- bất kỳ đối tượng nào khác của một giá trị biện minh cho việc gắn thẻ bổ sung cho mục đích quản lý đối tượng và tính khả dụng của nó
- bất kỳ đối tượng nào khác có chứng nhận chấm dứt sau một thời gian nhất định sẽ chứng minh lợi nhuận được kiểm soát cho lần kiểm tra tiếp theo
- những người bị đe dọa đặc biệt trên trang web của hoạt động.
- Các công ty cho thuê đang ngày càng chuyển sang theo dõi tài sản cho tất cả các thiết bị lớn hơn để quản lý hành vi trộm cắp,[1][2] lạm dụng tài sản và hỗ trợ quản lý bảo trì phòng ngừa

## Theo dõi tài sản di động
Các biện minh kinh doanh để đầu tư vào khả năng theo dõi tài sản thường là rủi ro thua lỗ.  Điều này có thể là mất tài sản trực tiếp hoặc mất khả năng cung cấp dịch vụ cho khách hàng được kích hoạt bởi tài sản.  Ví dụ, doanh nghiệp có thể có một vài công cụ quan trọng và việc chỉ mất một trong những công cụ này sẽ làm giảm đáng kể khả năng thực hiện công việc cần thiết.
Do đó, các tài sản được theo dõi có thể a) có giá trị vốn định lượng cụ thể hoặc b) giá trị hoạt động tổng hợp chung.
Ví dụ cho các tài sản đó bao gồm
- thùng bia,
- container trung gian (IBC) được sử dụng trong các ngành công nghiệp thực phẩm và hóa chất,
- giá đỡ cho các bộ phận thủy tinh và ô tô,
- thiết bị tải đơn vị (ULD) được sử dụng trong ngành hàng không.
- Các đơn vị LRU có thể thay thế đường dây của các cài đặt vận hành tại chỗ
- lồng lăn,
- thùng nhôm đóng mở cho nguyên liệu,
- dụng cụ phẫu thuật cầm tay
- thiết bị y tế trong bệnh viện và đối tượng của chứng nhận lặp đi lặp lại.

### Ứng dụng theo dõi di động không có tài sản
Những người có thể được theo dõi trong một khu vực địa lý được kiểm soát; ví dụ: bệnh nhân bệnh viện, khách đến thăm trong một cơ sở an toàn hoặc công nhân trong các nhà máy điện, nhà máy hóa chất hoặc công trường xây dựng đường hầm.  Mọi người có thể được theo dõi tích cực để xác định vị trí của họ một cách đáng tin cậy và nhanh chóng trong trường hợp không may xảy ra thảm họa.  Cần lưu ý rằng theo dõi người là một ứng dụng chuyên môn cao đòi hỏi công nghệ có mục đích đặc biệt và chỉ khả thi trong một môi trường được kiểm soát cụ thể.  Theo dõi một cá nhân trong một môi trường mở, không kiểm soát mà không có dụng cụ đặc biệt là không thể thực tế.

### Mối quan tâm với việc sử dụng theo dõi tài sản di động
Những tài sản này thường nằm trong tay của các thực thể bên thứ ba (như nhà cung cấp, khách hàng, nhà cung cấp dịch vụ hậu cần và nhà vận chuyển) và ngoài tầm nhìn và kiểm soát của thực thể sở hữu.  Họ thường đại diện cho một chi phí vốn đáng kể cho các công ty và quản lý và bảo trì của họ là sử dụng nhiều tài nguyên.
Trung bình, các doanh nghiệp dành 5% doanh thu hàng năm cho tài sản hậu cần và gần một phần năm số người được hỏi chi hơn 10%.  Chi phí hàng năm bao gồm việc thay thế các container đặc biệt bị mất hoặc bị hư hỏng, trong đó thông thường có tới 30% số container bị dư thừa trong lưu thông chỉ vì không ai biết khi nào và ở đâu.

### Quản lý tài sản di động
Các nhà cung cấp quản lý tài sản di động quản lý hoạt động tài sản trong chuỗi cung ứng, chỉ đạo các hoạt động của công ty hậu cần bên thứ ba của khách hàng khi cần và đảm bảo các dịch vụ phù hợp được thực hiện trên tài sản (xử lý, làm sạch, bảo trì, sửa chữa).  Các nhà cung cấp này cũng nghiên cứu các quy trình kinh doanh trong chuỗi cung ứng và giúp tối ưu hóa từng quy trình.

## Phương pháp theo dõi
Các phương pháp khác nhau tồn tại để theo dõi và quản lý tài sản di động.  Ngày nay, các công ty sử dụng các quy trình thủ công thâm dụng lao động để theo dõi tài sản giữa nhà sản xuất và nhà phân phối, điều này có thể dẫn đến chi phí chuỗi cung ứng cao hơn và quy trình ít đáng tin cậy hơn do lỗi tự nhiên của con người.  Việc xác định cụ thể nguồn gốc và đích đến của container là hầu như không thể theo phương pháp này.

### Các thành phần của quản lý tài sản di động
Các giải pháp quản lý tài sản di động có thể bao gồm một hoặc nhiều phần sau:
- Đơn vị máy chủ
- Đơn vị cơ sở dữ liệu
- Thẻ không dây cho các đơn vị
- Cơ sở chiếu sáng cho truyền thông không dây (GSM)
- Máy thu định vị (GPS)

### Công nghệ theo dõi tài sản
Các công ty quản lý tài sản di động tinh vi hơn sử dụng các phương tiện theo dõi tài sản tiên tiến nhất hiện nay, chẳng hạn như nhận dạng tần số vô tuyến.  RFID tự động thu thập dữ liệu trên từng container riêng lẻ và có thể chỉ ra nội dung của container mà không cần phải mở container.  Công nghệ này cũng được kết hợp với các ứng dụng phần mềm thu thập, duy trì, theo dõi và phân tích dữ liệu và cung cấp báo cáo tùy chỉnh về vị trí, trạng thái và lịch sử kiểm toán và bảo trì của từng tài sản.  Ví dụ, bệnh viện Wayne Memorial đã tiết kiệm 300.000 đô la bằng cách theo dõi các máy bơm truyền bằng công nghệ RFID có thể cõng trên hệ thống Wi-Fi đã có.  Hệ thống đó được gọi là RFID "Hoạt động" vì nó sử dụng các thẻ có pin và đèn hiệu liên tục.  Hình thức theo dõi tài sản phổ biến nhất sử dụng RFID là RFID "thụ động" sử dụng tiêu chuẩn ISO 18000-6c.  Hiệp hội Công nghệ Dịch vụ Tài chính đã tạo ra một tiêu chuẩn để theo dõi tài sản tại các địa điểm ngân hàng xem www.  FSTC.org.  Công ty đã thực hiện công việc cho FSTC và hầu hết các ngân hàng thành viên là ODIN và họ có Phần mềm theo dõi tài sản RFID đặc biệt.

### Tùy chọn giá linh hoạt
Các nhà cung cấp quản lý thường cung cấp các tùy chọn tài chính linh hoạt, bao gồm các mô hình trả tiền cho mỗi lần sử dụng, đăng ký hoặc cho thuê.  Mỗi lựa chọn tài chính cung cấp một chi phí liên quan đến tài sản hàng tháng có thể dự đoán được.

## Lợi ích của quản lý tài sản di động
Những lợi ích chính của quản lý tài sản di động bao gồm:
- Cải thiện khả năng hiển thị của tài sản trong chuỗi cung ứng
- Đáp ứng các yêu cầu tuân thủ của khách hàng
- Cải thiện theo dõi tài sản và kiểm soát hàng tồn kho trên nhiều cơ sở
- Giảm tổn thất hoặc hư hỏng hàng hóa khi vận chuyển
- Hợp lý hóa các quy trình kinh doanh phải làm với tài sản
- Giảm chi phí lao động và lỗi của con người với công nghệ theo dõi tài sản tự động
- Giảm trộm cắp và cải thiện việc sử dụng cho thuê [6]